# جاي موراي
جاي موراي (بالإنجليزية: Jay Murray)‏ هو لاعب كرة قدم بريطاني في مركز الهجوم، ولد في 23 سبتمبر 1981 في إيزلينغتون ‏ في المملكة المتحدة. لعب مع نادي ليتون أورينت.